# Anne Spiegel
Anne Spiegel (Leimen, 15 dicembre 1980) è una politica tedesca.
Membro del Partito dei Verdi, è stata dapprima dal 2011 al 2016 membro del Landtag della Renania-Palatinato. Dall'8 dicembre 2021 al 25 aprile 2022 ha ricoperto la carica di ministro per la famiglia, gli anziani, le donne e i giovani nel governo Scholz.

## Biografia
Nata a Leimen con antenati di origini italiane, (la nonna materna era della Sicilia) è cresciuta a Spira e Ludwigshafen am Rhein, ha frequentato la scuola elementare Albert Schweitzer e si è diplomata al Heinrich-Böll-Gymnasium nel 2000. Ha poi studiato politica, filosofia e psicologia presso la Technische Universität Darmstadt (TU Darmstadt), Johannes Gutenberg University Mainz, l'Università di Mannheim e l'Università di Salamanca in Spagna fino al 2007. Nella primavera del 2007 si è laureata come Magistra Artium presso l'Università di Magonza. Dal 2008 al 2010 ha lavorato come formatrice linguistica presso Berlitz a Magonza, Mannheim e Heidelberg.

### Carriera nella politica federale
Nei negoziati per formare una cosiddetta "coalizione a semaforo" tra il Partito socialdemocratico (SPD), il Partito dei Verdi e il Partito liberale democratico (FDP) dopo le elezioni federali del 2021, la Spiegel ha fatto parte della delegazione del suo partito nel gruppo di lavoro su protezione del clima e politica energetica, copresieduta da Matthias Miersch, Oliver Krischer e Lukas Köhler.
Il 25 novembre 2021 è stata nominata dal consiglio federale dei Verdi ministro federale per gli affari familiari, gli anziani, le donne e i giovani nel gabinetto Scholz. È entrata in carica l'8 dicembre.
La Spiegel è stata anche nominata dal suo partito delegata alla Convenzione federale allo scopo di eleggere il presidente della Germania nel 2022.

#### Le dimissioni
Durante l'alluvione in Renania-Palatinato nel 2021, Spiegel è stato ministro dell'Ambiente. Era in vacanza in Francia durante il disastro. La Spiegel aveva dichiarato (poi rivelatosi un falso) di aver partecipato a una riunione di gabinetto in Renania-Palatinato durante le sue vacanze. A partire dal marzo 2022, la Spiegel è stata pesantemente criticata perché i documenti interni hanno rivelato che era più preoccupata di dare una buona immagine al suo ministero che di assumersi la responsabilità del disastro.
La Spiegel si è dimessa dal suo incarico l'11 aprile 2022. Ha dichiarato: "A causa di pressioni politiche, ho deciso oggi di mettere a disposizione l'ufficio di ministro federale per gli affari familiari. Lo sto facendo per evitare danni all'ufficio, che sta affrontando gravi problemi politici e sfide». Non ha fatto alcun riferimento ai suoi presunti errori nella dichiarazione. Le dimissioni sono state effettive dal 25 aprile 2022.

## Vita privata
Spiegel vive a Spira con il marito scozzese e quattro figli.